# Lagonda 3-Litre
Lagonda 3-Litre — автомобіль класу люкс марки Lagonda, другий автомобіль ери Девіда Брауна, який прийшов на заміну 2.6-Litre.

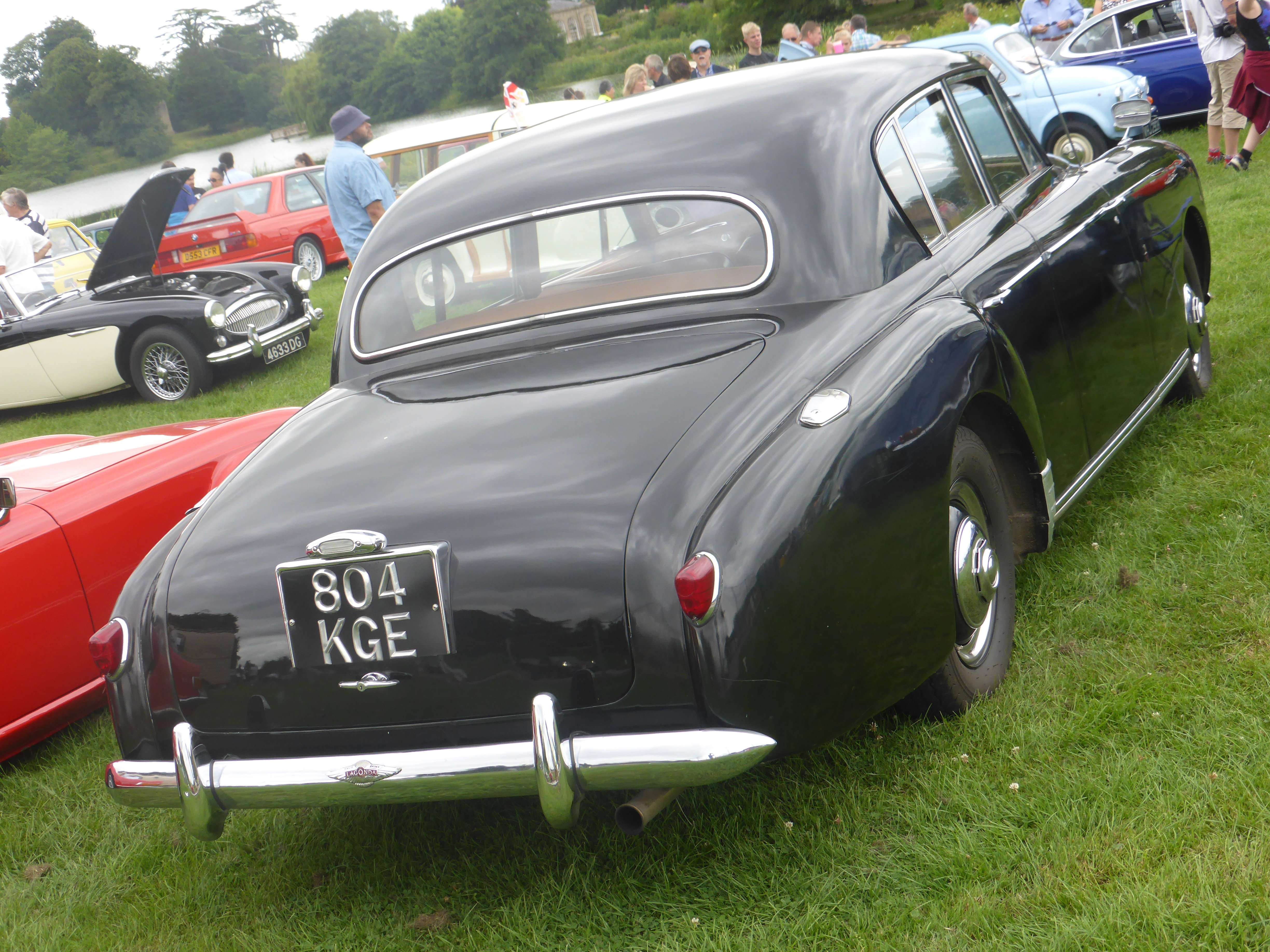

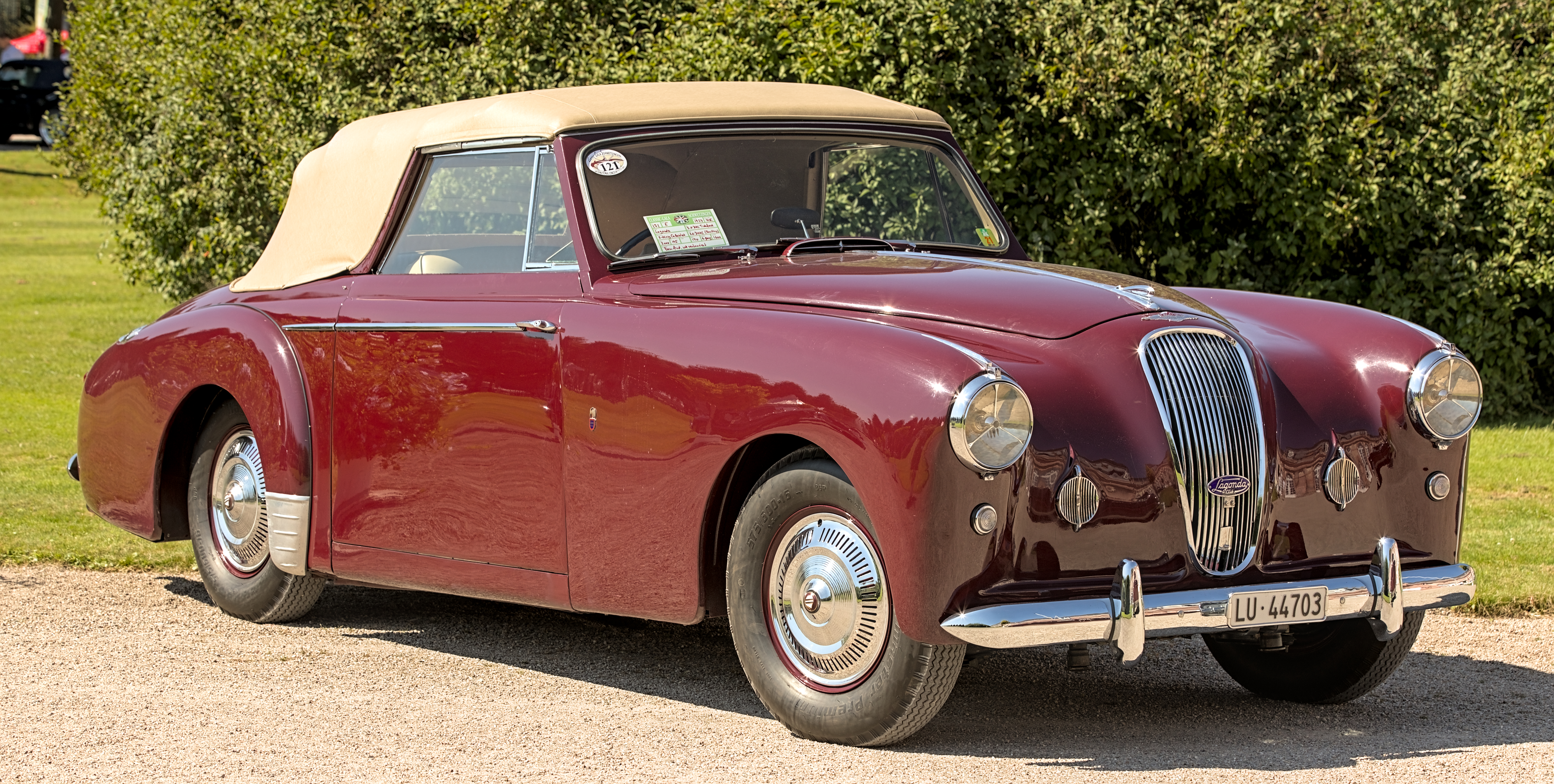

Автомобіль почав випускатися в 1953 році з двох-дверним кузовом седан. модель Mark II з чотирьох-дверним кузовом з'явилася в наступному році і замінила стару модель. Чотирьох-дверний седан 1954 року мав вмонтовану в підлогу коробку передач. Також був доступний 3-Litre кабріолет (т.н. Drophead Coupé) роботи Tickford.
Швидку їзду цього масивного автомобіля забезпечував двигун в 3 л (2,922 мм3) видавав 140 к.с. і розвивав 167 км/год (за даними журналу The Motor, 19 грудня, 1956). Пізніше цей же двигун встановили на Aston Martin DB2/4. Автомобіль мав жорстку Х-подібну раму, незалежну підвіску.
Автомобіль не дуже вдало продавався, так як був дорожчим за своїх конкурентів. Виробництво завершилося в 1958 році, було зроблено 420 екземплярів. Серед власників 3-Litre були актриса Кей Кендалл і принц Філіп.